# Vela Luka
Vela Luka (italsky Vallegrande) je největší obec a opčina na ostrově Korčula. Žije zde přibližně 3 800 obyvatel. Leží na severozápadním pobřeží ostrova, jeho součástí je přístav a lázně.

## Historie
Oblast byla pravděpodobně obydlena už v pravěku, obec existuje pod dnešním názvem od 15. století. Nad obcí se nachází velká prehistorická jeskyně (Vela Spila), ve které probíhají neustále[kdy?] archeologické vykopávky. Archeologické naleziště bylo nepřetržitě osídleno od konce starší doby kamenné, 15 000 let př. n. l. až do středověku. Byly zde nalezeny desetitisíce předmětů a dalších materiálních důkazů[zdroj?]. Nalezené předměty jsou vystaveny v archeologické části Kulturního centra ve Vela Luce.

## Současnost
V obci se v poslední době[kdy?] rozvíjí průmysl, jsou zde např. závody na zpracování ryb, vinné révy nebo oliv[zdroj?].

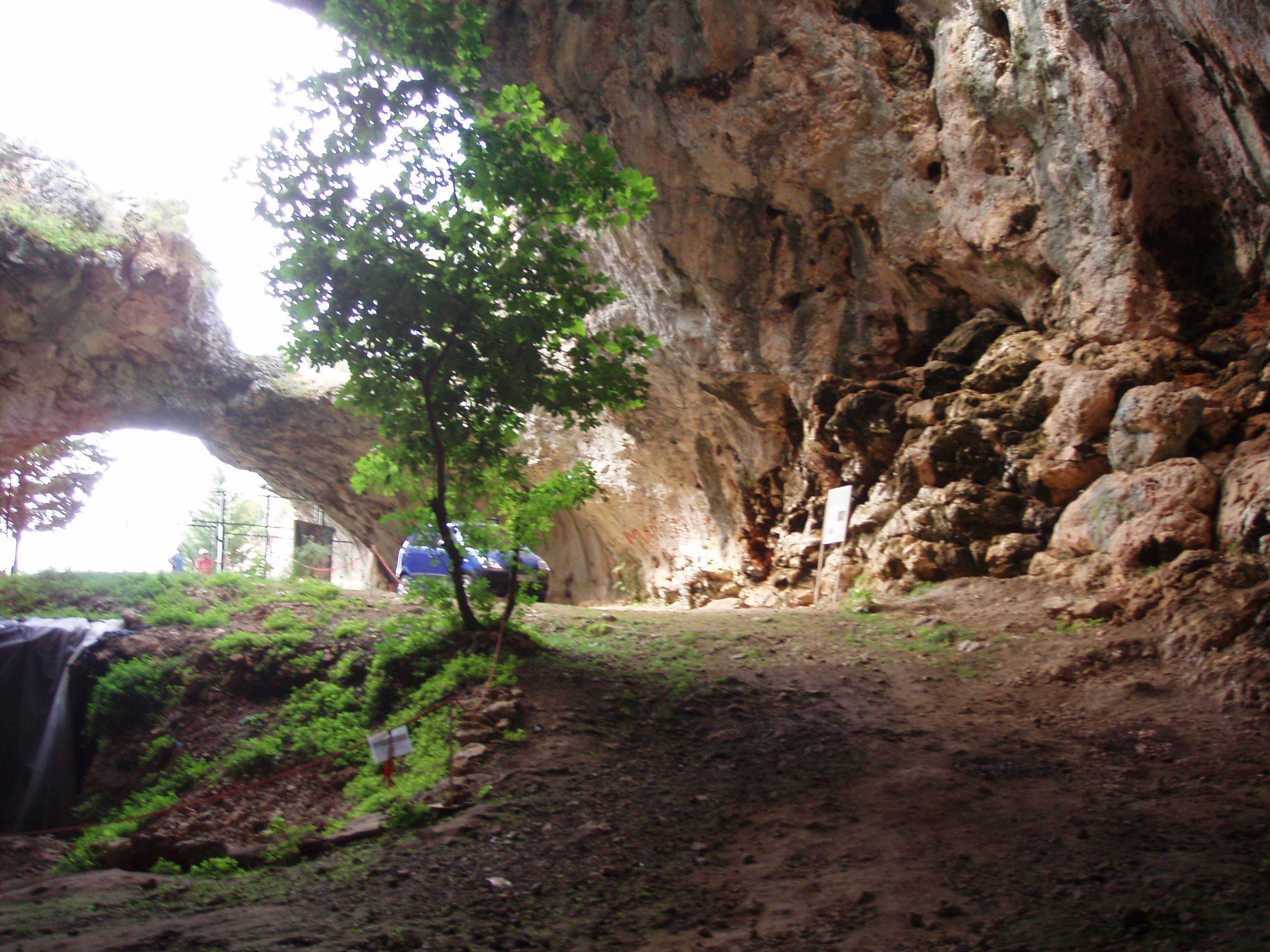
Velká jeskyně nad městem